# Actual
Die Actual Fenster AG ist ein Fenster- und Türenproduzent mit Sitz im oberösterreichischen Haid, einem zur Stadt Ansfelden gehörenden Ortsteil. Unternehmensangaben zufolge ist Actual einer der führenden mitteleuropäischen Markenanbieter von Fenstern, Türen und Sonnenschutz und zu 100 % ein österreichischer Familienbetrieb. Das Unternehmen beschäftigt 390 Mitarbeiter und war 2008 mit 6,4 % Marktanteil (Stand 2008) die Nummer drei der österreichischen Fensterbranche (hinter Internorm und Josko und vor Gaulhofer).

## Geschichte
Walter Ganzberger gründete das Unternehmen 1970, Actual wird heute von den Brüdern Herwig, Ingo und Claus Ganzberger geführt.
Das Unternehmen setzt seit jeher auf Forschung- und Entwicklung: Actual war das erste österreichische Unternehmen, das Profilsysteme für Fenster- und Türen selbst entwickelt und produziert hat und auch einer der weltweiten Pioniere in der Erzeugung umweltfreundlicher, bleifreier Fenstersysteme.
Die Actual Gruppe konnte im Jahr 2009 den Umsatz auf 61 Millionen Euro steigern. Die Exportquote beträgt etwa 15 %.
Im Jahr 2018 übernahm das Unternehmen die Konkursmasse des Vorarlberger Fensterherstellers Zech. Diese wird als 100-%-Tochterfirma Zech Fenster GmbH mit Sitz in Götzis neugegründet.

## Werksstandorte
Im Hauptwerk in Haid werden hauptsächlich Kunststoff- und Kunststoff-Alu-Fenster produziert. Holz- und Holz-Alu-Fenster werden in den Werken Hirnsdorf in der Steiermark und Rudersdorf im Burgenland gefertigt.

## Vertrieb
Im Vertrieb setzt Actual auf eine Art Franchise-System. Actual hat über 150 Fachhandelspartner in Österreich, Deutschland, Italien, Schweiz, der Slowakei und in Ungarn und war damit 2002 unter den Top 10 der österreichischen Franchise-Systeme. Mit Stand 2009 gibt es rund 70 Actual-Ausstellungsstandorte. Mit einer Gesamtfläche von 400 m² ist das Actual Fenster Center in Ansfelden dabei das größte.

## Auszeichnungen
Actual wurde dreimal (zuletzt 2008) der Innovationspreis „Energie Genie“ für Energiespar-innovationen vom österreichischen Umweltministerium und vom Land Oberösterreich verliehen.
Actual war 2007 das führende Fensterunternehmen 2007 im „Austria’s Leading Companies“-Ranking der Zeitschrift Wirtschaftsblatt, PricewaterhouseCoopers und dem Kreditschutzverband von 1870. Basis der Bewertung waren die wirtschaftlichen Zahlen von 2004 bis 2006.
Eine Werbekampagne wurde 2010 beim Cannes Lions International Advertising Festival mit Gold ausgezeichnet. Ebenfalls 2010 wurde Actual erneut bei den „Austria’s Leading Companies“ ausgezeichnet. Beim Creativ Club Austria gab es 2011 Gold, Silber und Bronze.

## Produkte
- Kunststoff- sowie Kunststoff-Aluminium-Fenster
- Holz- sowie Holz-Alumunium-Fenster
- Ganzglas-Fenster
- Hebe-Schiebetüren
- Falt-Schiebe-Elemente
- Parallel-Schiebe-Kipp-Türen
- Innenliegende Fensterbeschläge
- Raffstore
- Hauseingangstüren
- Rollläden
- Außen- sowie Innenjalousien
- Fensterladen
- Insektenschutz
- Steuerungen für Beschattungsanlagen

## Bekannte Referenzen
- Wiener Gasometer[15]
- Wiener Stadtbahnbögen[16]